# The Howling (boek)
The Howling is een roman van Gary Brandner uit 1977. Het boek was de inspiratiebron voor film The Howling uit 1981, hoewel de synopsis fundamenteel verschilt van dat van het boek.
Brandner schreef twee vervolgboeken, The Howling II in 1979 (heruitgave als Return of the Howling) en The Howling III:Echoes in 1985, dat eigenlijk een herstart van de serie betekende. Geen enkel vervolg werd gebruikt als basis voor de andere Howlingfilms. De vierde film uit de serie, Howling IV: The Original Nightmare werd gemaakt in 1988 en is de meest nauwgezette verfilming van Brandners boek ook al verschilt het ook ten dele.

## Samenvatting
Nadat de doorsnee vrouw Karyn Beatty werd aangevallen en verkracht in haar huis in Los Angeles, krijgt ze een miskraam en een zenuwinzinking. Met haar man Roy verlaat ze de stad en verblijven ze in het afgelegen bergstadje Drago, Californië, waar Karyn kan herstellen. Ondanks dat het stadje Karyn een rustig leven biedt en de inwoners vriendelijk zijn, raakt ze verward doordat ze 's nachts steeds een raar gehuil uit bossen hoort. Dit maakt haar huwelijk nog moeilijker, omdat Roy denkt dat ze meer en meer instort. Karyn is echter zeker dat er iets in de bossen zit. Terwijl de spanning tussen Roy en Karyn oploopt, krijgt Roy een affaire met een lokale vrouw, de winkelierster Marcia Lura. Onderweg naar huis, echter, wordt Roy aangevallen door grote zwarte wolf.
Ondanks dat hij enkel gebeten wordt, wordt Roy enkele dagen erg ziek en (letterlijk) een veranderd man. Hij werd gebeten door een weerwolf en is er nu zelf ook één geworden. Karyn ontdekt uiteindelijk dat alle inwoners van het dorp eigenlijk weerwolven zijn en zit gevangen in Drago. Ze neemt contact op met de beste vriend van haar man, Chris Halloran, die naar haar toe komt om haar te redden. Chris arriveert met wat zilveren kogels die hij had laten maken op Karyns aandringen. Die nacht weren ze een groep weerwolven (waarvan één haar man Roy is) af en Karyn is gedwongen om de zwarte weerwolf (dat Marcia Lura blijkt te zijn) door het hoofd te schieten. In de commotie ontstaat er een brand in Karyns huis, de hele stad Drago vliegt in brand terwijl Karyn en Chris ontsnappen. Terwijl ze vluchten, hoorden ze nog steeds in de verte het huilen.